# Очний нерв
Очноямковий нерв, очний нерв (лат. n. ophthalmicus) — чутливий нерв, є однією з трьох гілок трійчастого нерва, виходить з черепа в очну ямку через верхньоочну щілину.

## Гілочки очного нерва
- лобовий нерв (лат. n. frontalis), який дає кілька гілок, що йдуть до шкіри чола і спинки носа
- слізний нерв (лат. n. lacrimalis), що проходить уздовж зовнішньої стінки очниці і закінчується в слізній залозі і верхній повіці
- носовійковий нерв (лат. n. nasociliaris), що прямує до очного яблука, повік, слізного мішка, слизової оболонки ґратчастих осередків клиноподібної пазухи, порожнини носа і шкіри спинки носа